# O Senhor Embaixador
O Senhor Embaixador é um romance escrito por Érico Veríssimo e publicado em 1965.
A história está focalizada no mundo diplomático e a ação se desenvolve paralelamente em Washington e na fictícia República de Sacramento, localizada nas Antilhas.
O tema central é o estado deplorável das republiquetas latino-americanas, corruptas, instáveis e ditatoriais.
O personagem principal é o embaixador Gabriel Heliodoro, amigo do ditador que governa a pequena república.

## Sacramento
A história ocorre durante a Guerra Fria. Sacramento, a "república" latino-americana foco do livro, parece ser um amálgama de vários países latino-americanos  exibindo problemas comuns, como ditadura, instabilidade, corrupção, desigualdade social e pressão das potências, principalmente dos EUA, que constantemente causam pressão econômica e militar no pequeno país, influenciando sua economia e sociedade, principalmente para beneficiar as corporações multinacionais no país. Referências são feitas ao livro War Is a Racket, onde um ex-militar estadunidense diz que as guerras são sempre feitas com motivos econômicos.
Sacramento também exibe semelhança com Cuba, especialmente no final do livro, quando ocorre uma revolução liderada por uma figura messiânica que, na realidade, é controlado por um comunista radical, e que tira do poder o ditador apoiado pelos EUA.